# Paul Anderson (Fußballspieler)
Paul Anderson (* 23. Juli 1988 in Leicester) ist ein englischer Fußballspieler.

## Sportlicher Werdegang

### FC Liverpool
Sein Jugendverein Melton Foxes erteilte ihm die Freigabe für einen Wechsel zu West Bromwich Albion, wo er sich in einem Probetraining beweisen sollte. Jedoch teilte ihm der damalige Manager Adrian Boothroyd mit, dass er zwar kein schlechter Spieler sei, es für eine Karriere als Profispieler allerdings nicht reichen wird. Anderson begann ernsthaft zu zweifeln, ob seine Zukunft wirklich dem Fußball gehört, doch sein Vater, Ex-Hull City Spieler Phil Anderson sprach seinem Sohn Mut zu, weiter an seinem Traum zu arbeiten. Schließlich wurde für Paul ein Traum wahr, als sein Lieblingsverein Hull City ihn für ein Probetraining einlud und ihn unter Vertrag nahm.
Im Januar 2006 unterschrieb Paul Anderson, immerhin als U18-Torschützenkönig von Hull City gekommen, einen Vertrag beim Champions-League-Sieger 2005, der im Tausch für Anderson, John Welsh an Hull City abgab. Anderson hatte großen Anteil am Sieg der Liverpooler Nachwuchsmannschaft im FA Youth Cup 2006. Dies war unter anderem ausschlaggebend, das Liverpool im Juli seinen Vertrag vorzeitig bis 2010 verlängerte. 2007 wurde Anderson (31 Spiele/7 Tore) für ein Jahr an Swansea City ausgeliehen, wo er maßgeblichen Anteil am Aufstieg des Vereins in die zweite englische Liga (Football League Championship) hatte und zum Swansea Young Player of the Year ausgezeichnet wurde.

### Nottingham Forest
Nach längeren Verhandlungen wurde am 26. Juni 2008 bekannt, dass Liverpool Anderson ein weiteres Jahr, diesmal an Nottingham Forest ausleihen wird. Am 30. Juni 2009 verkündete die Vereinsführung von Nottingham Forest die endgültige Verpflichtung von Paul Anderson für eine Ablösesumme in Höhe von 250.000 Pfund. Die Vertragslaufzeit betrug drei Jahre.
In der Saison 2009/10 konnte sich Anderson einen Stammplatz bei Forest erspielen und absolvierte 37 Ligaspiele, in denen er vier Tore erzielte. Als Tabellendritter zog seine Mannschaft ins Play-off-Halbfinale gegen den FC Blackpool ein, verlor jedoch nach zwei Partien und verfehlte den Aufstieg in die Premier League damit nur knapp. Auch in der Football League Championship 2010/11 erreichte Anderson (36 Spiele/3 Tore) mit seinem Team den Play-off-Einzug, verfehlte jedoch erneut den Aufstieg. Diesmal scheiterte die Mannschaft mit 0:0 und 1:3 am späteren Aufsteiger Swansea City.

## Englische Nationalmannschaft
Am 5. September 2006 trug Anderson zum ersten und bislang einzigen Mal das englische Nationaltrikot und spielte mit der U19 gegen die Niederlande 0:0.